# Tonka (Wombat)
Tonka († Juni 2016) war ein Wombat im Tierpark Billabong Sanctuary im australischen Bundesstaat Queensland. Tonka machte 2011 weltweit Schlagzeilen, nachdem der Tierpark durch den Zyklon Yasi verwüstet worden war und das Tier daraufhin in eine Depression fiel. Sein Tod im Juni 2016 fand ein großes Echo in den sozialen Medien.
Beliebt war Tonka bei Besuchern des Tierparks durch seine Zutraulichkeit. Er ließ sich streicheln, spielte mit einem Teddybären und schaute mit den Parkrangern Fernsehen. Tonka war von Hand aufgezogen worden, nachdem seine Mutter von einem Auto überfahren worden war.
Nach dem verheerenden Zyklon Yasi musste der Tierpark 2011 für zehn Wochen schließen. In dieser Zeit verweigerte Tonka das Fressen und verlor an Gewicht. Erst mit der Wiedereröffnung des Parks kam Tonka aus der Depression heraus.
Im Juni 2016 gab der australische Tierpark auf Facebook den Tod Tonkas bekannt. Er war wegen Nierenversagens im Alter von sieben Jahren eingeschläfert worden. In den sozialen Netzwerken gab es zahlreiche Trauerbekundungen aus aller Welt.